# Серес Тауншип (округ Маккін, Пенсільванія)
Серес Тауншип (англ. Ceres Township) — селище (англ. township) в США, в окрузі Маккін штату Пенсільванія. Населення — 846 осіб (2020).

## Демографія
Згідно з переписом 2010 року, у селищі мешкало 905 осіб у 365 домогосподарствах у складі 256 родин. Було 472 помешкання
Расовий склад населення:
| - 97,2 % — білих - 0,2 % — азіатів - 0,1 % — чорних або афроамериканців |

До двох чи більше рас належало 2,4 %. Частка іспаномовних становила 0,3 % від усіх жителів.
За віковим діапазоном населення розподілялося таким чином: 22,2 % — особи молодші 18 років, 59,5 % — особи у віці 18—64 років, 18,3 % — особи у віці 65 років та старші. Медіана віку мешканця становила 43,3 року. На 100 осіб жіночої статі у селищі припадало 105,2 чоловіків;  на 100 жінок у віці від 18 років та старших — 101,1 чоловіків також старших 18 років.
Середній дохід на одне домашнє господарство  становив 55 382 долари США (медіана — 45 313), а середній дохід на одну сім'ю — 62 790 доларів (медіана — 52 083). Медіана доходів становила 37 153 долари для чоловіків та 29 167 доларів для жінок. За межею бідності перебувало 13,9 % осіб, у тому числі 31,2 % дітей у віці до 18 років та 4,9 % осіб у віці 65 років та старших.
Цивільне працевлаштоване населення становило 362 особи. Основні галузі зайнятості: освіта, охорона здоров'я та соціальна допомога — 20,4 %, виробництво — 20,2 %, роздрібна торгівля — 14,1 %, транспорт — 8,8 %.